# Інтегрований комбінований цикл газифікації
Інтегрований комбінований цикл газифікації (ІКЦГ) —  це технологія, яка використовує газогенератор, щоб перетворити вугілля та інші види (палива). Потім видаляє забруднення з синтез-газу до того, як згоряє. Деякі з цих забруднювачів, таких як сірка, можуть бути перетворені в повторно використовуваних побічних продуктах. Це призводить до зниження викидів діоксиду сірки, твердих частинок і ртуті. З додаткового технологічного обладнання, вуглець в синтез-газі може бути перенесений на водень за допомогою реакції конверсії водяного газу. Отриманий діоксид вуглецю з реакції конверсії може бути стиснутий і зберігається. Надмірне тепло від первинного горіння і синтез-газу потім передається в паровому циклі, схожий на парогазову турбіну. Це призводить до підвищення ефективності в порівнянні зі звичайними пилоподібного вугілля.

## Значення
Вугілля можна знайти в достатку в США і багатьох інших країнах, і його ціна залишається відносно постійним в останні роки. Отже, використовується близько 50 відсотків американських потреб в електроенергії.  
Таким чином, зниження викидів, що технологія КЦГ дозволяє може бути важливим в майбутньому правила викидів затягнути у зв'язку зі зростаючою стурбованістю за впливу забруднюючих речовин на навколишнє середовище та світу. 
Ця технологія в даний час використовується в проекті під будівництво, розташований в Кемпер, Міссісіпі. Кемпер Проект допомогою бурого вугілля для виробництва енергії для Mississippians.

## Технологічна схема КЦГ
Нижче наведена принципова технологічна схема комбінованого циклу комплексної газифікації ( КЦКГ)

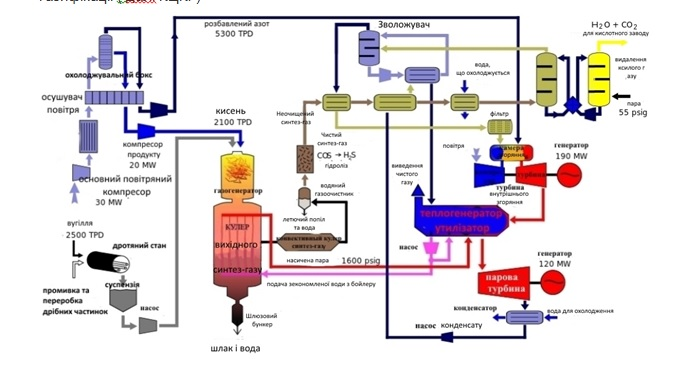

У процесі газифікації синтез-газ можна виробляти з широкого спектра вуглецевмісної сировини, наприклад, високосірчистого вугілля, важких нафтових залишків і біомаси.
Рослина називається комплексною, тому що (1) синтез-газ, що отримується в розділі газифікація, використовується як паливо для газової турбіни в комбінованому циклі, і (2) пар, що виробляється синтез-газовими кулерами в розділі газифікація, використовується в паровій турбіні в змішаному циклі. На цьому прикладі виробництво синтез-газу використовується як паливо в газовій турбіні, яка виробляє електричну енергію. У звичайному змішаному циклі, так званих "відходів тепла" від вихлопу газової турбіни використовується в котлі-утилізаторі (ку) для виробітку пари для парової турбіни циклу. На КЦКГ рослина підвищує загальну ефективність процесу шляхом додавання більш високої температури пари, що утворюється в процесі газифікації в паротурбінному циклі. Ця пара потім використовується в парових турбінах для виробництва додаткової електричної потужності.

## Установки
В DOE Clean Coal [Архівовано 28 квітня 2013 у Wayback Machine.] рамках демонстраційного проекту DOE Clean Coal в США були побудовані 3 ПГУ установок з використанням IGCC на вугіллі: Wabash River Power Station в Вест Тере Оуте, штат Індіана; Polk Power Station в Тампе у Флориді (запущена в 1996), і Pinon Pine в Рено, штат Невада. У демонстраційному проекті Рено, дослідники виявили, що сучасна технологія ПГУ не буде працювати  більш ніж на 300 футах (100 м) над рівнем моря. 

У доповіді DOE у посиланні 3 однак не згадується будь-яку висоту ефекту, і більшість проблем були пов'язані з твердими відходами витяжної системи. На річці Уобаш і Polk Power stations і в даний час існують такі резолюції демонстраційних труднощів із запуску, але Piñon Pine проект зіткнувся зі значними проблемами і був покинутий.
Перше покоління ПГУ  забруднені менше, ніж сучасні основні вугільні технології, але також забруднені води; наприклад, Wabash River Plant не відповідав якості води на споживання в 1998-2001 роках тому що у ній містився миш'як, селен і ціанід. Wabash River Generating Station відтепер цілком і повністю належить і управляється Wabash River Power Association.
ПГУ зараз підноситься як майже готовий проект, який може потенційно уловлювати та зберігати діоксид вуглецю. (див. Футуреген) Poland's Kędzierzyn проведе найближчим часом Zero-Emission Power & Chemical Plant, який поєднає в собі технології газифікації вугілля з технологією уловлювання та зберігання вуглецю (узв).
Ця установка була запланована, але ніякої інформації про нього не було з 2009 року. Інші працюючі установки ПГУ на вугіллі  існують по всьому світу, є в  Александере (колишній Буггенум) в Нідерландах, Пуэртольяно в Іспанії, і в  JGC  в Японії.
Texas Clean Energy project plans планує побудувати 400 МВт ПГУ об'єкт, який буде включати технологію уловлювання карбону, використання та зберігання (CCUS) технології. Проект стане першою вугільною електростанцією в США, що поєднає ПГУ і 90% уловлювання та зберігання вуглецю. Комерційна експлуатація повинна початися в 2018 році.
Існує ряд переваг і недоліків в порівнянні зі звичайним уловлюванням після спалювання вуглецю в різних  варіаціях і вони повністю обговорені на посиланні 6.

## Вартість та надійність
Головною проблемою для IGCC є його висока вартість капіталу, понад $ 3,593 / кВт.  Official US government figures give more optimistic estimates Офіційні цифри уряду США дають більш оптимістичні оцінки з $1,491/кВт встановленої потужності (2005 доларів) проти $1,290 для звичайних чистих вугільних об'єктів, але в світлі сучасних додатків, ці витрати не були продемонстровані, щоб були невірними.[джерело?]
Застарілі за мегават-годину вартість IGCC проти пилоподібного вугілля завод який виходить з мережі в 2010 році складе $56 проти $52, і він стверджував, що IGCC стає ще більш привабливим, коли ви включаєте витрати на уловлювання і зв'язування вуглецю, IGCC стає $79 за мегават-годину проти 95 доларів за мегават-годину для пилоподібного вугілля.
Недавні свідчення в нормативних розгляду показують витрати на IGCC в два рази вище, передбачав Goddell, від $96 до 104/MWhr, який перед додаванням уловлювання та зберігання двоокису вуглецю (секвестрація була відпрацьованою технологією на обох Weyburn в Канаді (для підвищення нафтовіддачі) і Sleipner в Північному морі в промислових обсягах за останні десять років) — захоплення на 90% ставка буде $30/МВт * год додаткова вартість.
На річці Wabash протягом деякого часу були виявлені проблеми з  газифікацією. Проблеми газифікатора були не усунені, наступні проекти, такі як Excelsior's Mesaba Project. Тим не менше, в минулому році на річці Wabash технологія працює надійно, з доступністю, порівнянною або кращою, ніж інші технології. 
В технології IGCC є проблеми проектування. По-перше, проект був спочатку закритий через корозію в трубопроводі, що суспензії, які подаються, суспендують вугілля з залізничних вагонів у газогенератор. Розроблено нове покриття для труб. По-друге, термоелемент був замінений протягом менше двох років; свідченням того, що з газогенератором були проблеми з використанням різної сировини; з бітумінозних суб-кам'яного вугілля. Газогенератор призначений для обробки та більш низького рангу лігніти. По-третє, в незапланований час на газогенераторі через проблеми тугоплавкого лайнера, і інших проблем були дорогими в ремонті. Газогенератор був спочатку розроблений в Італії, щоб бути в два рази менше того, що був побудований в технології IGCC. Нові керамічні матеріали можуть допомогти в поліпшенні продуктивності газогенератора і довговічність. 
Розуміння операційних проблем поточного IGCC заводу необхідно поліпшити дизайн для IGCC заводу в майбутньому. (Polk IGCC Power Plant, https://web.archive.org/web/20151228085513/http://www.clean-energy.us/projects/polk_florida.html. Keim, K., 2009, IGCC A Project on Sustainability Management Systmes for Plant Re-Design and Re-Image. Це неопублікована стаття з Гарвардського університету). 
General Electric в даний час розробляє модель заводу IGCC, яка повинна представити велику надійність. Модель GE, володіє поліпшеними турбінами, оптимізовані для вугільних синтез-газу. Завод промислової газифікації Eastman у Kingsport, TN використовує міцний газифікатор GE Energy. Eastman,  500 компанія, що побудувала завод у 1983 році без будь-яких державних або федеральних субсидій і виходить прибуток.
Є кілька заводів на основі IGCC технологій в Європі, які продемонстрували гарну доступність (90-95%) після початкового періоду пристосовності. Кілька факторів допомагають визначити цю роботу:
1. Жоден з цих об'єктів не використовував передові технології (типу F) газових турбін.
2. Всі заводи на основі IGCC використовують залишки нафтопереробки, а не вугілля, як вихідну сировину. Це виключає звернення і збагачення вугілля, обладнання і свої проблеми. Крім того, є набагато нижче рівня золи в газифікатор, що знижує час простою і очищення його, охолодження і очищення газів на різних етапів.
3. Ці некомунальні підприємства визнали необхідність зміна системи газифікації як хімічний завод по переробці, і відповідно реорганізовано їх обслуговчий персонал.
4. Ще IGCC історія успіху була 250 МВт Buggenum в Нідерландах. Вона також має гарну доступність. Цей вугілля основі IGCC завод в даний час використовує близько 30% біомаси як додаткову сировину. Власник, NUON, виплачується заохочувальну винагороду від уряду, щоб використовувати біомасу. NUON побудував завод IGCC 1,311 МВт в Нідерландах, що містить три 437 одиниць МВт STEG. Електростанція  Nuon Magnum IGCC був введений в експлуатацію в 2011 році, і був офіційно відкритий у червні 2013 року Mitsubishi Heavy Industries була присуджена побудувати електростанцію.[10]

Після розбирань з екологічними організаціями, NUON був заборонений використовувати Magnum завод не спалювати вугілля й біомаса, до 2020 року через високі ціни на газ в Нідерландах, два з трьох одиниць на даний момент відсутня, в той час як третій блок бачить тільки низькі рівні використання. Відносно низька ефективність Magnum заводу 59% означає, що ефективніші технології IGCC (наприклад, Hemweg 9 IGCC) є кращими для забезпеченням (резервним). 
Нове покоління вугільних електростанцій IGCC основі була запропонована, хоча ні один не є ще в стадії будівництва. Проекти розробляються AEP, Duke Energy, і Southern Company в США, і в Європі ZAK / PKE, Centrica (Велика Британія) і NUON (Нідерланди). У Minnesota, держава у відділі аналізу торгівлі знайшли IGCC з високою вартістю, з викидами профілю значно не краще, ніж пилоподібного вугілля. У штаті Delaware аналіз стану був по суті тим ж самим, що й отриманні результати.
Висока вартість IGCC є найбільшою перешкодою для її інтеграції на ринку електроенергії. Однак, більшість керівників визнають, що енергетичні регулювання вуглецю найближчим часом стає важчим. Рішення Верховного суду вимагаючи EPA регулювати вуглець. З уловлювання, вартість електроенергії від IGCC заводу збільшиться приблизно на 30%. Для природного газу ЦК, збільшення приблизно на 33%. Для пиловугільного заводу, збільшення приблизно 68%. Цей потенціал для менш дорогих уловлювання робить IGCC привабливий вибір для зберігання низької вартості вугілля.
В Японії, електроенергетичні компанії, в поєднанні з Mitsubishi Heavy Industries була експлуатації 200 т / д IGCC експериментальний завод з початку 90-х років. У вересні 2007 року, вони почали демонстраційні установки потужності 250 МВт у Nakoso. Вона працює на повітрі видувне (не кисень) сухий корм тільки вугілля. 
Він горить PRB вугілля з незгорілого вуглецю співвідношенні змісту <0,1% і не виявленого вилуговування мікроелементів. Він використовує не тільки F типу турбіни, але G типу, а також. (див gasification.org посилання нижче) IGCC установок наступного покоління з 2 повинні будуть технології захоплення, щоб більше теплової ефективності і утримуйте вартість вниз за спрощених систем у порівнянні зі звичайним IGCC. Головною особливістю є те, що замість використання кисню і азоту газифікувати вугілля, вони використовують кисень і CO2. Основною перевагою є те, що можна підвищити продуктивність ефективності холодного газу і зменшити незгорілого вуглецю (символів).
Як еталон для ефективності силової: 
- Рамка E газової турбіни, 30 бар різкого охолодження газу, холодної температури газу і 2 рівня HRSC можна досягти близько 38% енергетичної ефективності. 
- Газової турбіни Рама Ж, 60 бар вгамувати газифікатор, холодна температура газу Очищення і 3 рівня + RH HRSC можна досягти близько 45% енергетичної ефективності. 
- Розвиток газових турбін Рама G, інтеграції АСУ повітря, високої температури може змінитися до продуктивність навіть далі.
З 2 витягується з газової турбіни відпрацьованого газу використовується в цій системі. Використання закритої газової системи турбіни, здатної захоплювати CO2 шляхом прямого пресування і скраплення усуває необхідність в системі поділу і захоплення. 

## Тестування
Національні та міжнародні коди випробувань використовуються для стандартизації процедур, що використовуються для тестування КЦКГ електростанцій. Вибір тестового коду, який буде використовуватися  між покупцем і виробником, має деяке значення в конструкції заводу і пов'язаних з ними систем. У Сполучених Штатах, Американське товариство інженерів-механіків опублікувало  тест код продуктивності для IGCC Power Generation рослин (PTC 47) в 2006 році, який забезпечує процедури для визначення кількості та якості паливного газу, температури, тиску, складу, клапану нагріву, і його вміст забруднюючих речовин.

## Суперечки викидів із ПГУ з газифікацією вугілля
У 2007 році в штаті Нью-Йорка Генеральна прокуратура вимагала повного розкриття «фінансових ризиків від викидів парникових газів» для акціонерів електроенергетичних компаній, які пропонують розробку ПГУ вугільних електростанцій. "Будь-який з кількох нових або ймовірно нормативних ініціатив на викиди вуглекислого газу від електростанцій, в тому числі державних органів контролю вуглецю, ЕРА правил у відповідності з Законом о чистому повітрі, або прийнятому федеральному законодавству про глобальне потепління — хотів би додати значну вартість на вуглецевовмістку вугільну генерацію"; Сенатор США Гілларі Клінтон з Нью-Йорка запропонував, що повне розкриття ризику має бути обов'язковим правилом для всіх публічних енергетичних компаній по всій країні. Це розкриття почало знижувати інтерес інвесторів у всіх типах існуючих технологій вугільних електростанцій, що розвиваються, у тому числі ПГУ з газифікацією вугілля.
Сенатор Гаррі Рейд повідомив на (енергетичному саміті Clean 2007), що він буде робити все можливе, щоб припинити будівництво запропонованих нових ПГУ з газифікацією вугілля вугільних електростанцій в штаті Невада.
Рейд хоче на комунальних підприємствах Невади інвестувати в сонячну енергію, енергію вітру і геотермальну енергію замість вугільних технологій. Рейд заявив, що глобальне потепління є реальністю, і тільки один запропонований вугільний завод сприятиме цьому шляхом спалювання сім мільйонів тонн вугілля на рік. Він стверджував, що на довгострокову охорону здоров’я витрати були б занадто високі. «Я буду робити все від мене залежне, щоб зупинити ці заводи.», сказав він. "Там немає чистих вугільних технологій. Існує технологія очищення вугілля, але немає чистих технологій вугілля."